# Powiat Cüstrin
Powiat Cüstrin (niem. Kreis Cüstrin) – były powiat w pruskiej rejencji frankfurckiej w prowincji Brandenburgia. Istniał w latach 1818–1835. 1 stycznia 1836 został rozwiązany, a tereny jego włączono do powiatów Königsberg Nm., Landsberg (Warthe) oraz Lebus. Teren dawnego powiatu leży obecnie w Niemczech w kraju związkowym Brandenburgia, w powiatach Oder-Spree, Märkisch-Oderland oraz w Polsce w województwie lubuskim.
Siedziba powiatu znajdowała się w Cüstrinie.